# ラース・ヘルマンダー
ラース・ヘルマンダー（Lars Valter Hörmander, 1931年1月24日 - 2012年11月25日）は、スウェーデンの数学者。現代的な意味合いでの線型微分方程式の最大の貢献者。

## 業績
初期の業績である定数係数の偏微分方程式の理論によって1962年にフィールズ賞を受賞した。フィールズ賞受賞後、現代解析学における主要な道具の創始者として中心的役割を果たし、特に擬微分作用素とフーリエ積分作用素において大きく貢献し、その応用に関して決定的な業績を上げた。その他にも多変数複素解析学、調和解析、ナッシュ・モーザーの陰関数定理、散乱理論、非線型双曲型方程式、準楕円型偏微分方程式の解析などにおいて大きく貢献している。日本では笠原乾吉の翻訳した多変数複素解析学入門でよく知られていた。

## 略歴
- 1931年 - スウェーデンのブレーキンゲ県に生まれる。
- 1950年 - ルンド大学で修士号を取得。
- 1955年 - ルンド大学で博士号を取得。
- 1957年 - ストックホルム大学教授に就任。
- 1962年 - 国際数学者会議においてフィールズ賞を受賞。
- 1968年 - ルンド大学教授に就任。
- 1988年 - ウルフ財団よりウルフ賞数学部門を受賞。
- 1996年 - ルンド大学名誉教授。
- 2006年 - アメリカ数学会よりスティール賞を受賞。
- 2012年11月25日 - 死去[2]。81歳没。

## 主要著書
- Hörmander, Lars (2012-03) [1963], Linear partial differential operators, Grundlehren der mathematischen Wissenschaften (Softcover reprint of the original 1st ed.), Springer-Verlag, p. 296, ISBN 978-3-642-46177-4
- Hörmander, Lars (1990-02), An introduction to complex analysis in several variables, North-Holland Mathematical Library (3rd ed.), North Holland, p. 268, ISBN 978-1-493-30273-4
  - ヘルマンダー, L. 著、笠原乾吉 訳『多変数複素解析学入門』東京図書、1973年、200頁。
- Hörmander, Lars (2009) [1983], The analysis of linear partial differential operators I: Distribution Theory and Fourier Analysis, Classics in Mathematics, Springer-Verlag, p. 440, ISBN 978-3-540-00662-6
- Hörmander, Lars (2004) [1983], The analysis of linear partial differential operators II: Differential Operators with Constant Coefficients, Classics in Mathematics, Springer-Verlag, p. 395, ISBN 978-3-540-22516-4
- Hörmander, Lars (2007) [1985], The analysis of linear partial differential operators III: Pseudo-Differential Operators, Classics in Mathematics (Book 256), Springer-Verlag, p. 525, ISBN 978-3-540-49937-4
- Hörmander, Lars (2009) [1985], The analysis of linear partial differential operators IV: Fourier Integral Operators, Classics in Mathematics, Springer-Verlag, p. 352, ISBN 978-3-642-00117-8
- Hörmander, Lars (2003-12) [1987], Lectures on nonlinear hyperbolic differential equations, Mathématiques et Applications (Book 26), Springer-Verlag, p. 290, ISBN 978-3-540-62921-4
- Hörmander, Lars (2006-12) [1994], Notions of Convexity, Modern Birkhäuser Classics (Book 127), Birkhäuser, p. 416, ISBN 978-0-8176-4584-7